# Batu Belang Jaya
Batu Belang Jaya is een bestuurslaag in het regentschap Ogan Komering Ulu Selatan van de provincie Zuid-Sumatra, Indonesië. Batu Belang Jaya telt 4158 inwoners (volkstelling 2010).